# Sangoné Kandji
Sangoné Kandji (9 giugno 1992) è una triplista e lunghista senegalese.

## Biografia
Risale al 2009 la sua prima esperienza internazionale con la maglia del Senegal, quando partecipa ai campionati africani juniores di Banmbous dove conquista la medaglia d'oro nel salto in lungo; nella successiva edizione di Gaborone 2011 deve invece accontentarsi della medaglia di bronzo. Nel 2012 scende in pedana ai campionati africani di atletica leggera di Porto-Novo: qui, anche se non riesce a raggiungere la finale del salto in lungo, raggiunge la decima posizione nel salto triplo. Ai campionati africani di Durban 2016 si classifica settima nel salto in lungo e sesta nel salto triplo.
Nel 2017 prende parte ai Giochi della solidarietà islamica di Baku, dove conquista la medaglia d'oro nel salto triplo e la quarta posizione in classifica nel salto in lungo. Lo stesso anno si classifica decima e quinta rispettivamente nel salto in lungo e nel salto triplo ai Giochi della Francofonia di Abidjan, mentre alle Universiadi di Taipei 2017 si classifica sesta nel salto triplo.
Ai campionati africani di Asaba 2018 migliora di una posizione i risultati ottenuti durante l'edizione precedente nel salto in lungo e nel salto triplo, classificandosi rispettivamente sesta e quinta. Nel 2019 partecipa ai Giochi panafricani di Rabat, dove si classifica dodicesima nel salto in lungo e settima nel salto triplo.
A partire dal 2022, per le manifestazioni internazionali decide di concentrarsi esclusivamente nel salto triplo: ai campionati africani di Saint-Pierre 2022 conquista la medaglia d'oro, mentre ai Giochi della solidarietà islamica di Konya dello stesso anno si classifica settima. Nel 2023 raggiunge la quinta posizione in classifica ai Giochi della Francofonia di Kinshasa e prende parte ai campionati mondiali di Budapest, dove però non riesce a qualificarsi per la finale.
Nel 2024 partecipa ai Giochi panafricani di Accra, dove conclude la sua gara con la settima psozione in classifica finale.

## Progressione

### Salto in lungo
| Stagione | Misura            | Luogo             | Data      | Rank. Mond. |
| -------- | ----------------- | ----------------- | --------- | ----------- |
| 2021     | 5,87 m (+1,2 m/s) | Dakar             | 11-7-2021 |             |
| 2019     | 5,80 m (+0,2 m/s) | Rabat             | 29-8-2019 |             |
| 2018     | 6,06 m (+1,6 m/s) | Asaba             | 3-8-2018  |             |
| 2017     | 6,00 m (+0,3 m/s) | Baku              | 18-5-2017 |             |
| 2016     | 6,00 m (+1,4 m/s) | Durban            | 24-6-2016 |             |
| 2013     | 5,79 m(nw)        | Villeneuve d'Ascq | 19-5-2013 |             |
| 2012     | 5,55 m (0,0 m/s)  | Porto-Novo        | 28-6-2012 |             |
| 2011     | 5,59 m (-0,7 m/s) | Gaborone          | 14-5-2011 |             |
| 2010     | 5,71 m (0,0 m/s)  | Abuja             | 8-9-2010  |             |
| 2009     | 5,61 m(nw)        | Dakar             | 27-6-2009 |             |

### Salto triplo
| Stagione | Misura             | Luogo             | Data      | Rank. Mond. |
| -------- | ------------------ | ----------------- | --------- | ----------- |
| 2025     | 12,42 m (-0,1 m/s) | Forbach           | 25-5-2025 |             |
| 2024     | 13,26 m(i)         | Liévin            | 21-1-2024 |             |
| 2023     | 13,37 m (+1,0 m/s) | Poitiers          | 4-6-2023  |             |
| 2022     | 13,76 m (+1,2 m/s) | Saint-Pierre      | 12-6-2022 |             |
| 2021     | 12,95 m (0,0 m/s)  | Dakar             | 9-7-2021  |             |
| 2019     | 12,77 m (+0,7 m/s) | Rabat             | 26-8-2019 |             |
| 2018     | 13,01 m (+0,8 m/s) | Asaba             | 5-8-2018  |             |
| 2017     | 13,05 m (-0,8 m/s) | Abidjan           | 24-7-2017 |             |
| 2017     | 13,05 m (-0,7 m/s) | Baku              | 16-5-2017 |             |
| 2013     | 12,37 m (+1,7 m/s) | Savigny-le-Temple | 12-5-2013 |             |
| 2012     | 12,60 m (+1,5 m/s) | Porto-Novo        | 1-7-2012  |             |

## Palmarès
| Anno | Manifestazione                    | Sede         | Evento         | Risultato      | Prestazione        | Note |
| ---- | --------------------------------- | ------------ | -------------- | -------------- | ------------------ | ---- |
| 2009 | Campionati africani juniores      | Bambous      | Salto in lungo | Oro            | 5,82 m (2,4 m/s)   | w    |
| 2011 | Campionati africani juniores      | Gaborone     | Salto in lungo | Bronzo         | 5,59 m (-0,7 m/s)  |      |
| 2012 | Campionati africani               | Porto-Novo   | Salto in lungo | Qualificazione | 5,55 m (0,0 m/s)   |      |
| 2012 | Campionati africani               | Porto-Novo   | Salto triplo   | 10ª            | 12,60 m (+1,5 m/s) |      |
| 2016 | Campionati africani               | Durban       | Salto in lungo | 7ª             | 6,00 m (+1,4 m/s)  |      |
| 2016 | Campionati africani               | Durban       | Salto triplo   | 6ª             | 12,98 m (+2,5 m/s) | w    |
| 2017 | Giochi della solidarietà islamica | Baku         | Salto in lungo | 4ª             | 6,00 m (+0,3 m/s)  |      |
| 2017 | Giochi della solidarietà islamica | Baku         | Salto triplo   | Oro            | 13,05 m (-0,7 m/s) |      |
| 2017 | Giochi della Francofonia          | Abidjan      | Salto in lungo | 10ª            | 5,69 m (+0,5 m/s)  |      |
| 2017 | Giochi della Francofonia          | Abidjan      | Salto triplo   | 5ª             | 13,05 m (-0,8 m/s) |      |
| 2017 | Universiadi                       | Taipei       | Salto triplo   | 6ª             | 12,92 m (+1,2 m/s) |      |
| 2018 | Campionati africani               | Asaba        | Salto in lungo | 6ª             | 6,06 m (+1,6 m/s)  |      |
| 2018 | Campionati africani               | Asaba        | Salto triplo   | 5ª             | 13,01 m (+0,8 m/s) |      |
| 2019 | Giochi panafricani                | Rabat        | Salto in lungo | 12ª            | 5,80 m (+0,2 m/s)  |      |
| 2019 | Giochi panafricani                | Rabat        | Salto triplo   | 7ª             | 12,77 m (+0,7 m/s) |      |
| 2022 | Campionati africani               | Saint-Pierre | Salto triplo   | Oro            | 13,76 m (+1,2 m/s) |      |
| 2022 | Giochi della solidarietà islamica | Konya        | Salto triplo   | 7ª             | 13,64 m (+2,8 m/s) | w    |
| 2023 | Giochi della Francofonia          | Kinshasa     | Salto triplo   | 5ª             | 13,19 m (+2,1 m/s) | w    |
| 2023 | Campionati mondiali               | Budapest     | Salto triplo   | Qualificazione | 12,82 m (+1,1 m/s) |      |
| 2024 | Giochi panafricani                | Accra        | Salto triplo   | 7ª             | 13,07 m (+0,6 m/s) |      |

## Campionati nazionali
2009
- Argento ai campionati senegalesi assoluti, salto in lungo - 5,61 m (nw)

2021
- Oro ai campionati senegalesi assoluti, salto in lungo - 5,94 m (vento: +2,4 m/s) (w)
- Oro ai campionati senegalesi assoluti, salto triplo - 12,95 m (vento: 0,0 m/s)

## Altre competizioni internazionali
2013
- 6ª al Dakar IAAF World Challenge ( Dakar), salto in lungo - 5,37 m (vento: +0,9 m/s)

2022
- Argento al Meeting international d'athlétisme de Dakar ( Dakar), salto triplo - 13,18 m (vento:+3,5 m/s) (w)

2023
- Bronzo al Meeting international d'athlétisme de Dakar ( Dakar), salto triplo - 13,38 m (vento: +4,7 m/s) (w)